# Утхофов феномен
Утхофов феномен  (акроним УФ) је клинички синдром који се манифестује као привремено, краткотрајно (мање од 24 часа) и стереотипно погоршање неуролошких функција код пацијената са мултиплом склерозом и другим  демијелинизирајућих болести нервног система као одговор на повећање телесне температуре или температуре околине из било ког разлога (на пример, по топлом времену, током вежбања, узбуђења, страха, стреса, анксиозности, депресије, грознице (хипертермије).  Иако Утхофов феномен било које етиологије, посебно са јавља током прехлада  и другим заразним болестима, током хиперфункције штитасте жлезде - тиреотоксикозе, приликом коришћења топле купке или топлог туша, приликом одласка у сауну или купатило).
Опште је прихваћено да Утхофов феномен настаје услед негативног утицаја повишених температура на проводљивост нервних влакана. На овај негативан утицај посебно су осетљива демијелинизована или оштећена нервна влакна, јер на повишеној телесној температури провођење нервних импулса кроз таква нервна влакна провођење импулса постаје отежано или успорено. Након што се телесна температура врати у нормалу, нервна проводљивост се може побољшати или вратити на првобитни (пре пораста телесне температуре) ниво, и у вези са тим, симптоми мултипле склерозе изазвани или повећани температуром могу да се смање или привремено нестати.
Привремено погоршање неуролошких функција као одговор на излагање топлоти утиче на физичку и когнитивну функцију пацијената са мултиплом склерозом и омета њихове активности у свакодневном животу и функционалне капацитете. Ово погоршање треба разликовати од правог релапса или погоршања мултипле склерозе. Разумевање овог феномена и његове патофизиологије је стога неопходно за препознавање и одговарајући третман. 

## Називи
Утхофов феномен - Утхофов синдром - Утхофов знак - Утхофов симптом - Симптом топле купке

## Историја
Ову појаву је први описао неуро-офталмолог Вилхелм Утхоф  (Wilhelm Uhthoff)  1890. године  као привремено оштећење вида током вежбања код пацијената са оптичким неуритисом.  Године 1961. овом феномену је G. Ricklefs дао назив, Утхофов феномен (УФ). Код четири од 100 пацијената са мултиплом склерозом, Утхоф  је приметио појаву реверзибилних оптичких симптома изазваних повећањем телесне температуре, „изражено погоршање видне оштрине током физичког вежбања и исцрпљивање“. Каснија запажања су показала да је исти физиолошки механизам одговоран за дисфункцију вида у условима излагања топлоти, одговоран за низ других неуролошких симптома које доживљавају пацијенти са мултиплом склерозом (МС).  Када је Утхоф проучавао овај феномен, сматрало се да је вежбање етиологија, а значај повишења телесне температуре није приметио.  
Шест деценија касније, 1950. године, на основу овог феномена развијен је тест вруће купке и коришћен је као дијагностички тест за мултиплу склерозу. До 1980. године, са напретком у неуроимаџингу, тест топле купке је почео да се замењује другим дијагностичким тестовима као што су МРИ и анализа цереброспиналне течности због његове неспецифичне природе и потенцијалних компликација.  
Новије студије су откриле везу између неуролошких симптома као што су губитак вида и повећана производња топлоте или смањени губитак топлоте, а Утхофова почетна идеја да је само вежбање узрок оштећења вида код ових пацијената уступила је место идеји да је разлог за погоршање неуролошких симптома (не обавезно вида) код ових пацијенатаузроковано повећаном производњом топлоте или смањеним преносом топлоте, што доводи до повећања телесне температуре тела из било ког разлога.  То су потврдиле студија из 2011. године које су показале да је осетљивост на топлоту такође може да погорша и друге симптоме МС, укључујући: умор, бол, тешкоће приликом концентрације,  функције уринарног система.

## Епидемиологија
Утхофов феномен може утицати на било коју особу са демијелинизирајућом болешћу. Ово је најчешћа форма мултипне склерозе, која се може јавити и код поремећаја неуромијелинских поремећаја оптичког спектра.
Између 60% до 80% пацијената са мултиплом склерозом (МС) показује Утхофов феномен са излагањем топлоти. У једној студији, 52% испитаника је пријавило да је искусило Утхофов феномен, са распоном праћења од 1 до 20 година. 
Од свих пацијената са МС са Утхофовим феноменом:
- 88% је искусило невизуелне феномене повезане са топлотом у поређењу  са 30% пацијената без Ухтхоффовог феномена.
- око 16% пацијената је доживело потпуни опоравак за 8 недеља.

## Етиологија
Утхофов феномен се најчешће примећује код мултипле склерозе, али се може јавити и код других оптичких неуропатија или поремећаја аферентних путева,  на пример код оптичког неуромијелитиса.  
Код мултипле склерозе, неколико фактора укључујући блокаду јонских канала, протеине топлотног шока, промене у циркулацији, ефекте калцијума у серуму и неидентификоване хуморалне супстанце су претпостављени и истражени као узрок Утхофовог феномена. 

### Фактори ризика
Као могући окидачи (фактори ризика) за Утхофов феномен у литератури се наведе:
- перименструални период,
- физичко вежбање,
- грозница,
- сунчање,
- врући туш, сауна,
- психолошки стрес,
- топли оброк и
- пушење цигарета.[17]

## Клиничка слика
Многи пацијенти са мултиплом склерозом доживљавају повећан умор, слабост , умор и повећање других симптома мултипле склерозе, као што су:
- бол,
- грчеви мишића,
- поремећени ход и координација покрета,
- смањена пажња и памћење,
- флуктуације или погоршање расположења и општег менталног статуса,
- појачан императивни нагон за мокрењем до уринарне инконтиненције, при излагању повишеним температурама околине, на пример, у купатилима, саунама, топлим купатилима, топлим тушевима или при физичком напору, уз узбуђење, страх, стрес, анксиозност.

Као резултат тога, многи пацијенти са мултиплом склерозом имају тенденцију да избегавају сауне,  топле купке или тушеве, претерани физички напор, стрес и узбуђење. Користе клима уређај код куће и у радним просторима по топлом времену. На излазе из куће по врућем времену и не  раде на пословима који захтевају присуство у неусловним просторијама или топлим радњама и  избегавају и друге изворе топлоте, или носе одређене расхладне уређаје на телу.
Истраживања функције периферних нерава код ових пацијената показала су да чак и повећање телесне температуре од само 0,1-0,2 °C може успорити или чак потпуно блокирати провођење нервних импулса дуж демијелинизованих нервних влакана, која за разлику од здравих нервних влакана, много су осетљивији на промене температуре свог микроокружења.  
Са вишим степеном демијелинизације нервних влакана (односно узнапредовалим обољењем) потребно је мање повећање температуре нервног микроокружења да би се значајно успорило провођење нервних импулса. Дакле, како болест напредује, преосетљивост на високе температуре животне средине и њихова нетолеранција имају тенденцију повећања.  
Физички и неуропсихички стрес и свакодневни кућни послови могу изазвати значајно повећање телесне температуре код пацијената са мултиплом склерозом, посебно због чињенице да демијелинизација аутономних терморегулационих центара у хипоталамусу и можданом стаблу ремети природну регулацију телесне температуре код пацијената и способност тело да одржава релативно константну телесну температуру упркос повећаном оптерећењу или повишеној температури околине.  
Други разлог значајног повећања телесне температуре пацијената, чак и при релативно малом физичком напору или обављању дневних обавеза, је њихова смањена механичка ефикасност услед употребе разних помагала за кретање, изражена атаксија, поремећена координација покрета, спастичност, тешка атаксија, поремећаји координације покрета. слабост и детренинг мишића. Ово објашњава брзо развијајући замор, слабост и погоршање неуролошких симптома код таквих пацијената са релативно ниским физичким и неуропсихичким стресом и стресом, или при обављању свакодневних кућних обавеза. Ипак, показало се да су умерене физичке вежбе, у мери физичке снаге и могућности пацијента, као и изводљивог обављања кућних и професионалних обавеза, корисне и индиковане за пацијенте са мултиплом склерозом, и помажу у суочавању са симптоми мултипле склерозе, смањују ризик од коморбидних болести и побољшавају опште стање пацијената. 

## Дијагноза
Феномен Утхоффа је толико карактеристичан (патогномоничан) за мултиплу склерозу и, уопште, за демијелинизујућа обољења нервног система да се некада чак сматрао неопходним знаком за дијагнозу мултипле склерозе, а пацијентима са сумњом на мултиплу склерозу нуђена је „тест топле купке“ (свесна примена топле купке или купања како би се лекару пружила могућност да прати и евидентира погоршање неуролошких и менталних симптома и да се увери да се оно заиста дешава, да пацијент не симулира или погоршава симптомима итд., као и да је ово погоршање заиста објективно уочљиво, односно проверљиво, несубјективно и не може се објаснити другим разлозима).
Тренутно се „тест топле купке“ за дијагнозу мултипле склерозе више не препоручује нити користи. Ревизија ставова према „тесту у врућој купки“ настала је не само због присуства савремених дијагностичких критеријума, који више не захтевају присуство Утхофовог феномена за дијагнозу мултипле склерозе већ и због доступности савремене лабораторије. методе истраживања, као што су ЦТ и МРИ мозга и кичмене мождине, проучавање визуелних, слушних и соматосензорних евоцираних потенцијала, цитолошко (за лимфоците) и имунохемијско (за олигоклоналне имуноглобулине, профил цитокина и др.) проучавање ликвора, али и због потенцијалне несигурности ликвора. "тест топле купке" - у неким случајевима изазвано њихово неуролошко и/или ментално погоршање можда неће дуго нестати или чак постати упорно, или изазвати настанак другог рецидива болести.

## Диференцијална дијагноза
- Синдром антифосфолипидних антитела
- Бехчетова болест
- ЦНС лупус
- ЦНС лимфом
- ЦНС васкулитис
- Недостатак бакра
- ХИВ
- Хумани Т лимфотропни вирус (ХТЛВ)
- Леукодистрофије
- Лајмска болест
- саркоидоза[тражи се извор]
- Сјогрен-ов синдром
- Болест малих судова
- Синдром осмотске демијелинације[тражи се извор]

## Терапија
Коришћење предности расхладних својстава хладне воде (њеног високог топлотног капацитета и топлотне проводљивости) може помоћи у смањењу проблема повезаних са осетљивошћу на топлоту код пацијената са МС. Тако, у студији коју су спровели Вајт и сарадници 2000. године, прелиминарно (пре вежбања) хлађење потапањем доњих две трећине тела у хладну воду на температури од 16-17 °C у трајању од 30 минута омогућило је високо осетљиво на прегревање. пацијенти са мултиплом склерозом за извођење физичких вежби.вежбање са већом удобности и мање нежељених ефеката минимизирањем пораста телесне температуре током вежбања. Хидротерапија (вежбање у умерено хладној води на температури од 27-29 °C) такође може бити веома корисна за пацијенте са мултиплом склерозом. Не препоручује се употреба воде са температуром испод 27 °C за хидротерапију због повећаног ризика од изазивања повећања спастичности мишића током хипотермије. 
Пацијентима са мултиплом склерозом се такође саветује да избегавају сауне, купке, топле и топле купке или тушеве, претерано физичко напрезање (истовремено је корисна умерена физичка активност, колико год може и могућности пацијента), коришћење клима уређаја. код куће и на радним местима по топлом времену, не напуштајте кућу по врућем времену, не радите на пословима који захтевају присуство у неусловним просторијама или топлим радњама, избегавајте друге изворе топлоте, носите одређене расхладне уређаје на телу. Тиротоксикозу, ако се открије, треба адекватно надокнадити.
Пацијентима са мултиплом склерозом препоручује се и узимање антипиретика ( парацетамол ) или НСАИЛ ( аспирин , ибупрофен ) за прехладе и друге интеркурентне заразне болести , чак и уз релативно мали, субфебрилни пораст телесне температуре, који код здраве особе обично не захтева употреба антипиретика и/или НСАИЛ.
Пацијентима са мултиплом склерозом се саветује да избегавају стрес, неуропсихичко преоптерећење, недостатак сна, прекомерни рад, хипотермију, злоупотребу психостимуланса и других сурфактаната (као што су кофеин , никотин , амфетамин , алкохол ), као стрес и велики неуропсихички стрес, недостатак сна, прекомерни рад, хипотермија, као и злоупотреба стимуланса, повећањем концентрације адреналина у крви, доприносе повећању телесне температуре.

## Прогноза
Прогноза овог феномена је добра све док се избегавају покретачи псеудо егзацербације. Перзистентност овог знака дуже од 2 месеца може бити маркер лоше ремијелинације.
Лечење основног неуроимунолошког поремећаја је кључно за избегавање рецидива и добру прогнозу.

## Компликације
Нису познате компликације у вези са лечењем овог симптома. Уобичајени нежељени догађаји повезани са употребом далфампридина укључују дисурију, хематурију, учесталост мокрења и бол у леђима. Мање уобичајене нуспојаве укључују:
- проблеме са памћењем,
- проблеме са расположењем,
- дизартрију,
- дисфагију,
- дифузни умор,
- аналну инконтиненцију,
- уринарну инконтиненцију.